# Manaji Rao Gaikwar
Shrimant Maharaja Manaji Rao Gaikwar, Sena Khas Khel Shamsher Bahadur, fou regent i maharaja de Baroda, cinquè fill de Shrimant Maharaja Damaji Rao Gaikwar, Sena Khas Khel Shamsher Bahadur maharaja de Baroda.
A la mort del seu germà regent Fateh Singh Rao Gaikwar (I) el 21 de desembre de 1789, Manaji Rao Gaikwar va ocupar el seu lloc. El 1791 hi va haver una epidèmia de fam. El 1792 va morir Sayaji Rao I Gaikwar i tot i les reclamacions del germà gran Govind Rao Gaikwar, fou Manaji Gaikwar el que va agafar el poder i va pagar una forta quantitat al peshwa maratha de Poona per la confirmació.
Sindhia va donar suport a Govind Rao i la rivalitat entre aquest i Manaji va restar viva fins a la mort d'aquest darrer a Baroda el 27 de juliol de 1793 solter i sense fills. Llavors Govind Rao Gaikwar, amb un fort pagament, va poder accedir finalment al poder (agost de 1793) i va rebre el títol de Sena Khas Khel.